# Nowa Kubra
Nowa Kubra – wieś w Polsce położona w województwie podlaskim, w powiecie łomżyńskim, w gminie Przytuły.
Przez wieś przebiega droga wojewódzka nr 668.
Wierni kościoła rzymskokatolickiego należą do parafii Krzyża Świętego w Przytułach.

## Historia
Za Królestwa Polskiego wchodziła w skład gminy Kubra. 
W latach 1921–1939 wieś leżała w województwie białostockim, w powiecie kolneńskim (od 1932 w powiecie łomżyńskim), w gminie Przytuły.
Według Powszechnego Spisu Ludności z 1921 roku zamieszkiwało tu 227 osób, 217 było wyznania rzymskokatolickiego a 10 mojżeszowego. Jednocześnie 217 mieszkańców zadeklarowało polską przynależność narodową a 10 żydowską. Było tu 36 budynków mieszkalnych. Miejscowość należała do miejscowej parafii rzymskokatolickiej w m. Przytuły. Podlegała pod Sąd Grodzki w Stawiskach i Okręgowy w Łomży; właściwy urząd pocztowy mieścił się w m. Radziłów.
W latach 1975–1998 miejscowość należała administracyjnie do województwa łomżyńskiego.